# Timur Ülker

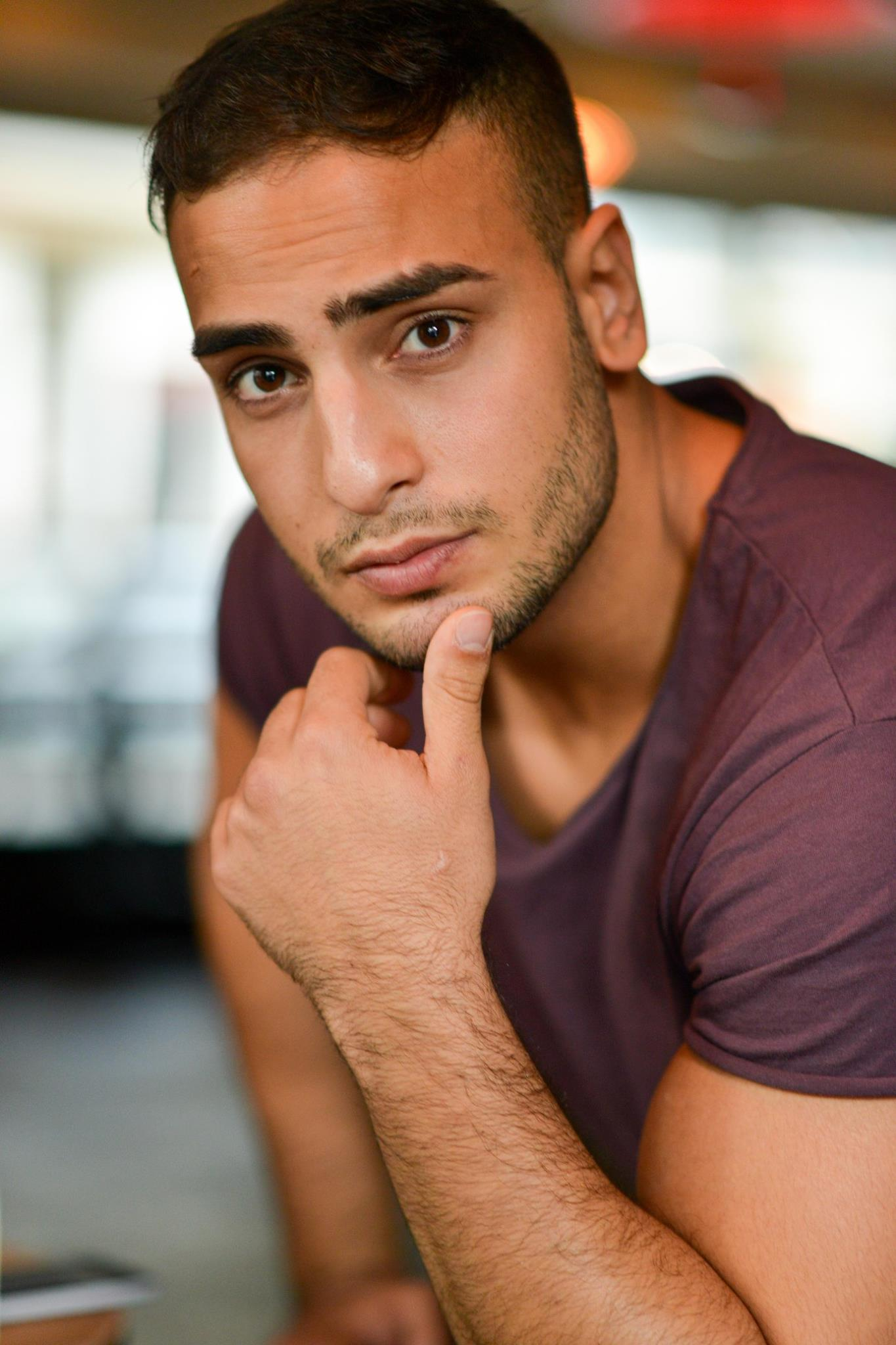
Timur Ülker

Timur Dilaver Ülker (* 18. Juli 1989 in Hamburg-Harburg) ist ein deutscher Schauspieler und Musiker.

## Leben
Ülker wuchs bei seiner alleinerziehenden Mutter im Hamburger Stadtteil Harburg auf. Sein türkischstämmiger Vater hatte die Familie verlassen, als Ülker fünf Jahre alt war. Aufgrund seiner Begeisterung für die Musik des Beatboxers Rahzel begann er mit dem Beatboxen, Rappen und Musikmachen im Hip-Hop-Genre. Nachdem er die Prüfung zum IT-Systemkaufmann nicht bestanden hatte, verpflichtete er sich mit 20 Jahren für vier Jahre bis 2013 bei der Bundeswehr, wo er zum Kriegseinsatz in Afghanistan beordert wurde.
2015 trat Ülker unter dem Künstlernamen Sgt. Green auf. Seit 2016 benutzt er den Künstlernamen Timur TIO Uelker, unter dem er 2017 sein erstes Album 120 % Gefühl veröffentlichte. Von 2015 bis 2017 war er Scripted-Reality-Darsteller in der Serie Köln 50667. 2017 war er Teilnehmer von Adam sucht Eva – Promis im Paradies und absolvierte am Lee Strasberg Theatre and Film Institute einen 12-wöchigen Method-Acting-Schauspielkurs. Seit September 2018 besetzt er eine Hauptrolle in Gute Zeiten, schlechte Zeiten. 2022 nahm er an der 15. Staffel von Let’s Dance teil und belegte dort den 8. Platz. Ab 24. Januar 2025 nahm Ülker an der 18. Staffel der Reality-Show Ich bin ein Star – Holt mich hier raus! teil und musste das Camp im Halbfinale verlassen.

## Filmografie
- 2015–2017: Köln 50667 (RTL II)
- 2017: Adam sucht Eva – Promis im Paradies (RTL)
- 2018: Aktenzeichen XY … ungelöst (ZDF)
- seit 2018: Gute Zeiten, schlechte Zeiten (RTL)
- 2019: Alarm für Cobra 11 – Die Autobahnpolizei (RTL)
- 2020: Herzkino.Märchen: Schneewittchen am See (ZDF)
- 2021: Nihat – Alles auf Anfang (RTL)
- 2022: Let’s Dance (RTL)[12]
- 2024: Die Passion 2024 (RTL)
- 2025: Ich bin ein Star – Holt mich hier raus! (RTL)

## Publikationen
- Schattenboxen – warum Aufgeben keine Option ist: Mein Weg von Hartz IV zum TV-Star, 2021, ISBN 978-3-7459-0505-2 (Autobiografie).[13]

## Diskografie
Alben
- 2017: 120 % Gefühl

Singles
- 2016: Neuanfang
- 2017: Alle X (Mal) (feat. Vase Simmons)
- 2017: Die 1 (feat. Freshdip)
- 2017: Die Zeit Rennt (feat. Vase Simmons)
- 2017: Will Dass Du Mich Liebst!
- 2017: Ich fahre mit dir (Adam sucht Eva) (feat. Freshdip)
- 2017: Alle Labern
- 2021: Memo
- 2022: Autoscooter